# Kościół św. Trójcy w Stokliszkach
Kościół św. Trójcy w Stokliszkach – katolicki kościół w Stokliszkach (Litwa).
Kościół katolicki ufundowany przez Józefa Teodora Bouffała zbudowano w latach 1765-1776.
Barokowy kościół jednonawowy, na planie krzyża, z transeptem. Do głównej bryły przylega wieloboczne prezbiterium i dwie zakrystie.
Fasada mocno udekorowana i urozmaicona, z trójkątnymi i krzywoliniowymi frontonami, wolutowymi spływami, pilastrami, przyściennymi kolumnami, gzymsami i wnękami. Po bokach fasady stoją dwie wieże, czworoboczne, czterokondygnacyjne, wysunięte poza obręb budynku.
Wnętrze, ze sklepieniem kolebkowym zawiera cenne wyposażenie (ołtarze, ambona oraz prospekt organowy, przypisywany Mikołajowi Jansonowi.
Teren kościoła otacza mur z bramą z 1776. Na dziedzińcu znajduje się kapliczka z XVIII wieku.

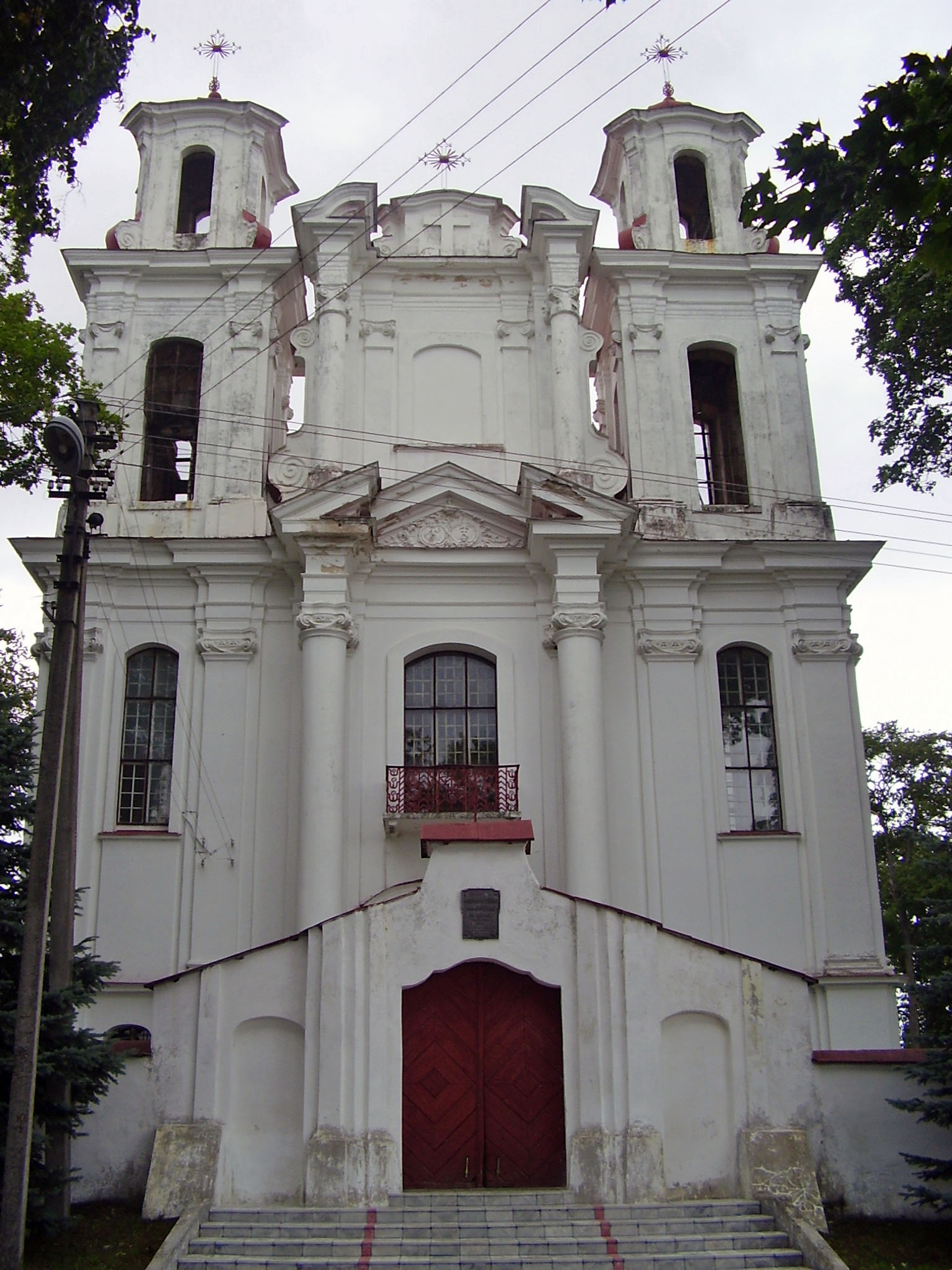
Fasada kościoła